# الاكامة (الصافية)

تعديل مصدري - تعديل

الاكامة محلة تابعة لقرية الصافية، التابعة لعزلة بني الضاحتين بمديرية حبيش إحدى مديريات محافظة إب في الجمهورية اليمنية، بلغ تعداد سكانها 136 حسب تعداد اليمن لعام 2004.